# Chaerophyllum monogonum
Chaerophyllum monogonum är en flockblommig växtart som beskrevs av Pál Kitaibel och Heinrich Friedrich Link. Chaerophyllum monogonum ingår i släktet rotkörvlar, och familjen flockblommiga växter. Inga underarter finns listade i Catalogue of Life.